# Tajador

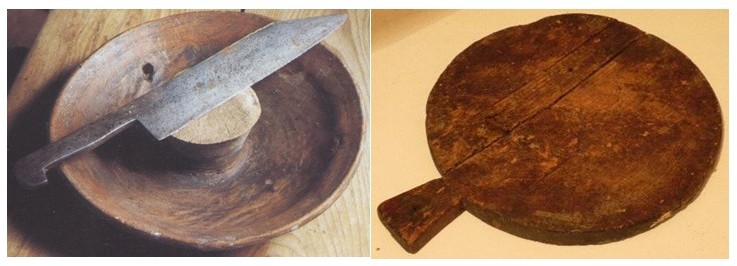
Tajadores, en madera, tradicionales en la matanza del cerdo (Ávila, España)

Un tajador, tajadero, fuente, plato tajador o tabla de trinchar, es un objeto de la vajilla tradicional, de barro o de madera, usado preferentemente para cortar y picar el producto de la matanza del cerdo. Morfológicamente son diferentes los tajadores cerámicos, recipientes sin asas, de fondo plano o ligeramente cóncavo, del tajador de madera, por lo general redondo, grueso, plano y con un resalte en el centro.
Antiguamente también se llamaba tajadero al trozo de pan duro al que se daba forma cuadrada y que se usaba como plato sobre el que se servía la comida para tomarla. Al final, el tajadero podía comerse con salsa, pero era más frecuente darlo como limosna a los pobres.

## El tajador alfarero
En la península ibérica, el tajador alfarero está documentado arqueológicamente desde el siglo XIV y descrito como fuente con anillo solero, pared curvilínea y labio triangular caído. El interior, única parte de la pieza engobada, suele decorarse en algunas zonas con la técnica conocida como verde y morado. Se han encontrado tajadores de dos tamaños: medio y grande.
Diversos estudios defienden y documentan la personalidad morfológica del tajador, diferenciándolo de platos, fuentes, escudillas y cazuelas. Ya en 1944, Manuel González Martí hablaba de los talladors, describiéndolos como platos para trinchar grandes y planos de la familia de las fuentes valencianas. Olatz Villanueva lo desglosa de un grupo genérico de unos seiscientos ejemplares de la vajilla catalogada en una serie de prospecciones arqueológicas en la ciudad de Valladolid. Martí y Pascual la consideran pieza ajena a la cerámica islámica y justifican su presencia en la vajilla bajomediaval valenciana por influencia del área cristiana catalana. Para otros especialistas, existen concomitancias en forma y uso en ejemplares de alcadafes musulmanes localizados en yacimientos de Mallorca (Santa Catalina de Sena) y Valencia capital. Se conservan ejemplos en los museos arqueológicos de Teruel y Zaragoza.  
En Ávila, donde forma parte de la vajilla tradicional, se acompaña de una tajadera.